# Corbettia grandis
Corbettia grandis là một loài côn trùng cánh nửa trong họ Aleyrodidae, phân họ Aleyrodinae.
Corbettia grandis được Russell miêu tả khoa học đầu tiên năm 1960.